# حوت المنك
هِرْكَوْل حيزوميّ  أو حوت المِنْك هو الاسم الذي يطلق على نوعين من الثدييات البحرية التابعة إلى فرع حيوي يُصنف ضمن تحت رتبة الحيتان البالينية. اسم حوت المنك مشتق من الكلمة النرويجية «minkehval»، وربما كان ذلك نسبة إلى صياد الحيتان النرويجي مِنكي «Meincke»، والذي رأى حوت منك شمالي فظنه حوتاً أزرق.
معظم التصنيفات الحديثة تُقسِّم حيتان المنك إلى نوعين اثنين:
- حوت المنك الشائع أو حوت المنك الشمالي (الاسم العلمي: Balaenoptera acutorostrata)
- حوت المنك القطبي الجنوبي أو حوت المنك الجنوبي (الاسم العلمي: Balaenoptera bonaerensis)

## حالة الحفظ
تصنف القائمة الحمراء للأنواع المهددة بالانقراض حوت المنك ضمن الأنواع غير المهددة بالانقراض.
في عام 2012، قدرت اللجنة العلمية التابعة إلى اللجنة الدولية لصيد الحيتان عدد حيتان المنك في المنطقة القطبية الجنوبية بما يقارب 515,000 حوت، ولكن اللجنة العلمية أقرت أن هذا التقدير يخضع لانحياز سلبي لأن بعض حيتان المنك كانت خارج حدود المنطقة التي خضعت للمسح.

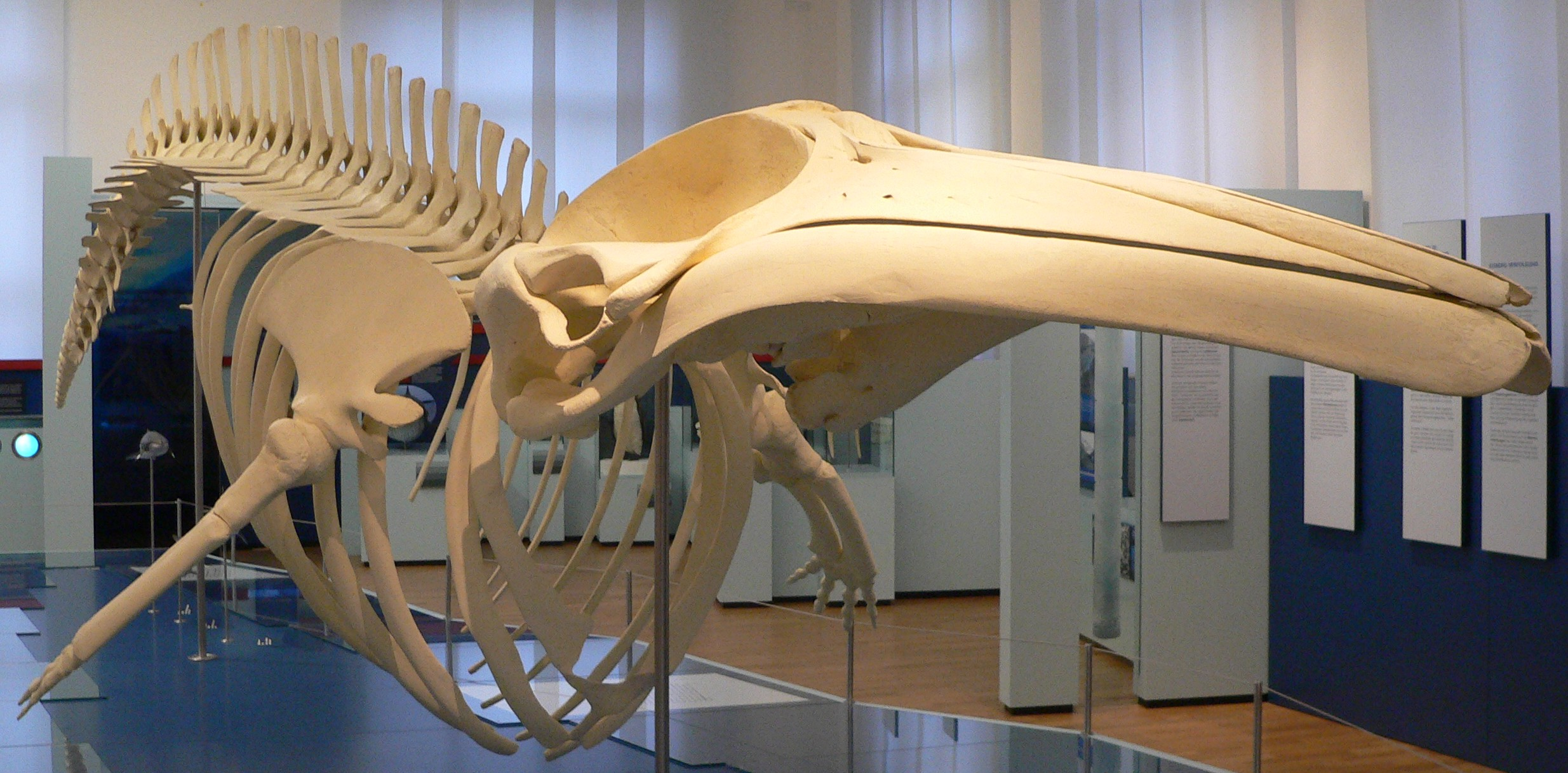
الهيكل العظمي لحوت المنك، في جامعة بون الألمانية

## المصدر
- حوت المنك